# Адолф III фон Дасел
Адолф III фон Дасел (на немски: Adolf III von Dassel; † сл. 23 ноември 1244) е граф на Дасел и господар на Нинофер.

## Произход
Той е син на граф Адолф I фон Дасел († 1224) и съпругата му Аделхайд фон Васел († 1244), графиня на Ратцебург, вдовица на граф Бернхард II фон Ратцебург († 1198), дъщеря на граф Конрад II фон Васел и Аделхайд фон Локум-Халермунд.
Брат е на граф Лудолф IV († ок. 1223), Бертхолд I († 1268), каноник в Хилдесхайм, и на Аделхайд († 1262/1263), майка на Лудвиг фон Равенсберг, епископ на Оснабрюк.

## Фамилия
Адолф III фон Дасел се жени пр. 11 април 1220 г. за Елизабет фон Лобдебург († сл. 1244), дъщеря на Конрад фон Лобдебург († 1218) и бургграфиня Мехтилд фон Майсен († 1244). Те имат една дъщеря:
- монахиня в Бойдиц близо до Вайсенфелс

Той има незаконен син:
- Лудолф фон Дасле, архдякон във Вюрцбург